# 탄중피아이

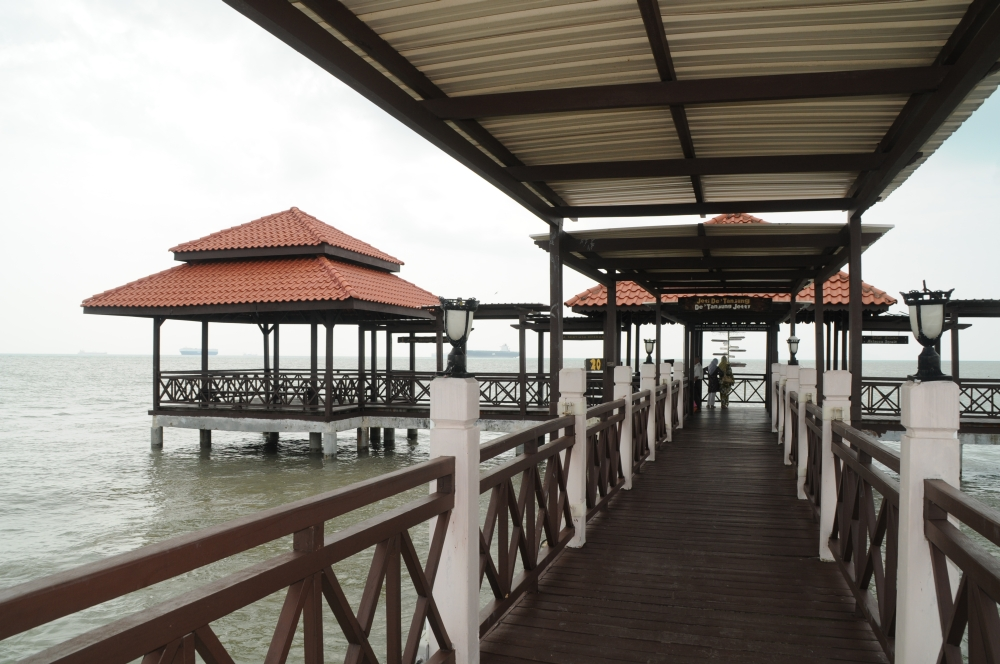
탄중피아이 선착장

탄중피아이(Tanjung Piai)는 말레이시아 조호르주에 위치한 곶으로, 말레이 반도와 유라시아 대륙 본토 최남단에 위치한 지역이다.

## 갤러리

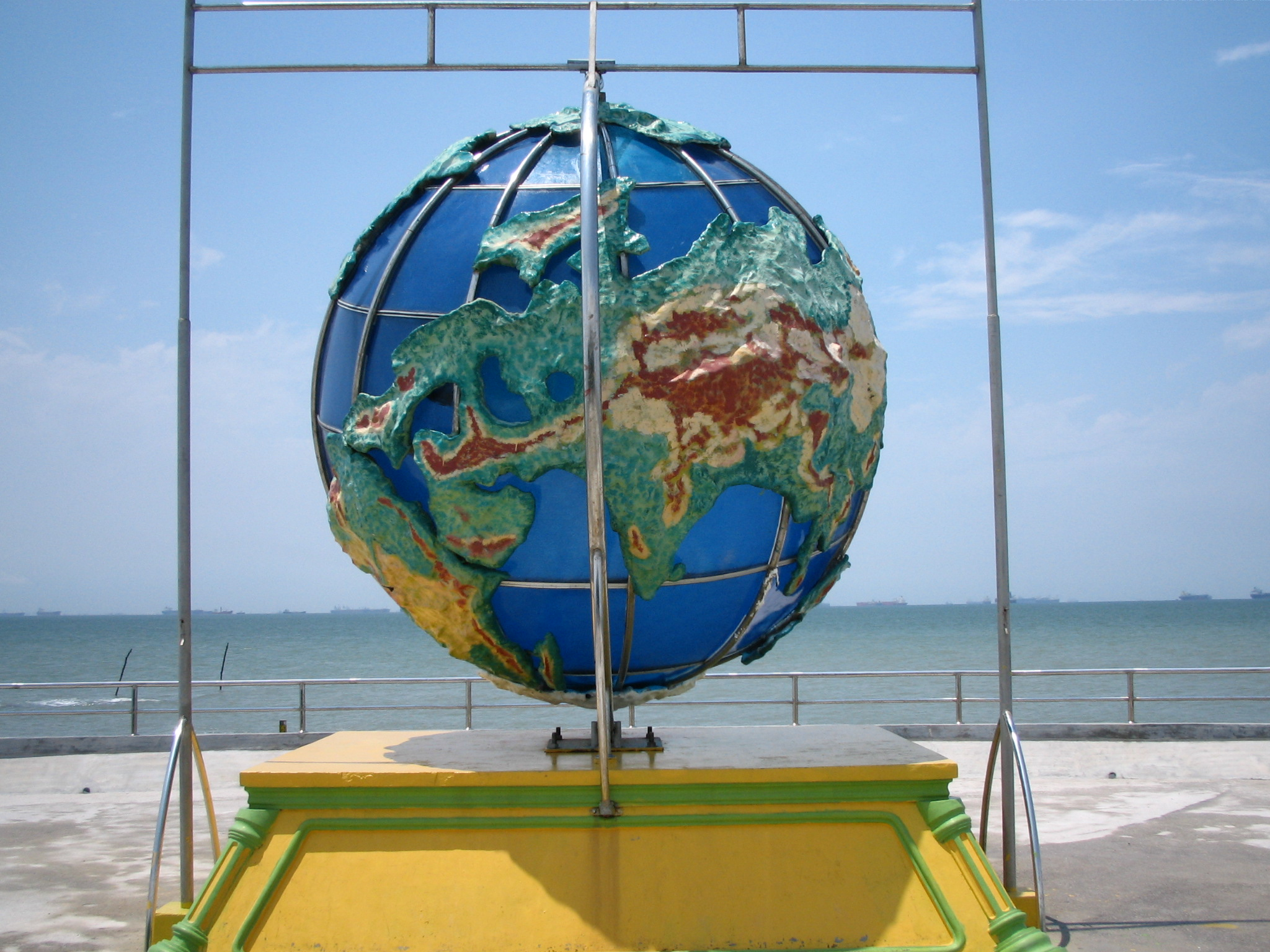
유라시아 대륙 본토 최남단에 위치해 있는 지구 기념물, 2006년 촬영
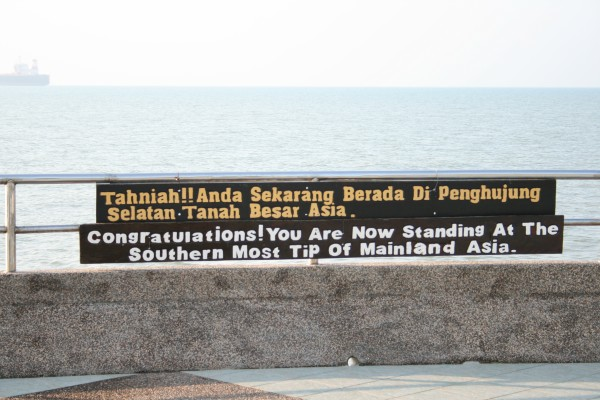
탄중피아이에 위치한 이중 언어 표지판
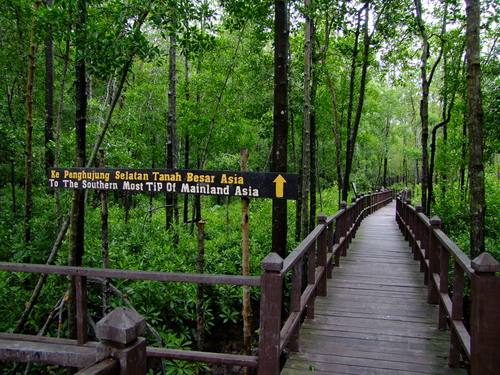
맹그로브숲 안에 있는 나무 산책로
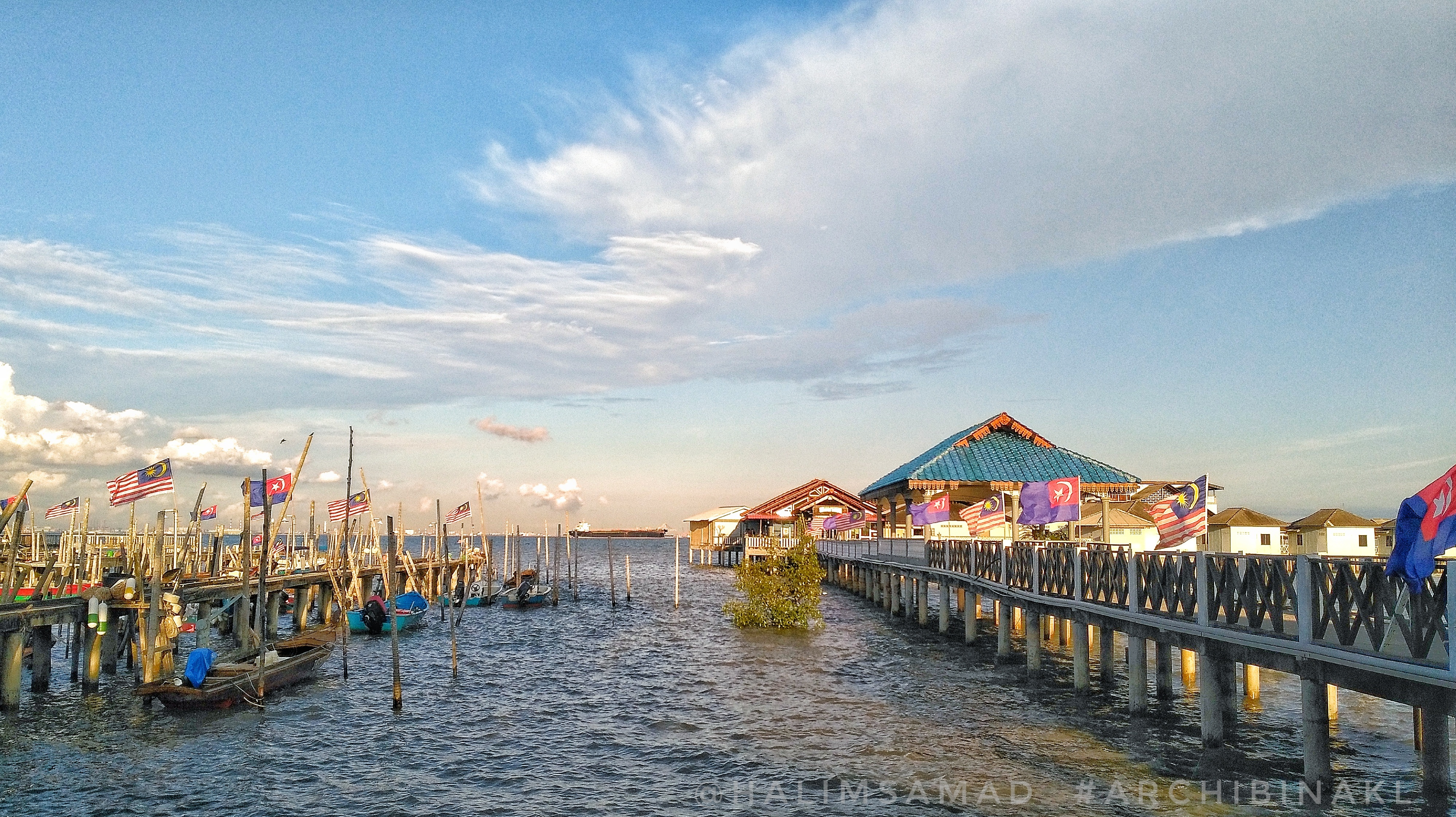
탄중피아이에 있는 방파제

## 같이 보기
- 말레이시아의 지리